# Gilbert Gottfried
Gilbert Gottfried (Brooklyn, New York, 28 februari 1955 – Manhattan, aldaar, 12 april 2022) was een Amerikaans stand-upcomedian, acteur en stemacteur van joodse afkomst. Zijn handelsmerk was zijn luide, schelle stem bij het optreden. 
Gottfried leende zijn unieke stemgeluid vaak voor voice-overwerk in reclamespots en animatiefilms. Zijn bekendste rol daarin was de stem van de papegaai Iago in de film Aladdin en het televisieprogramma op basis van de film.
Als stand-upcomedian stond Gottfried bekend om zijn harde en omstreden stijl. Zo was hij oorspronkelijk de stem van de Aflac Duck (de mascotte van de Amerikaanse verzekeringsmaatschappij Aflac), maar hij werd in maart 2011 ontslagen vanwege het maken van een controversiële grap over de aardbeving en tsunami in Japan. Hij werd de volgende maand vervangen door Daniel McKeague.
Gottfried was een vaak wederkerende gast in het programma Roast van de Amerikaanse zender Comedy Central om de gastheer, een beroemdheid, op een humoristische manier volledig af te kraken.
Gottfried overleed op 12 april 2022 aan complicaties van een spierziekte. Hij werd 67 jaar oud. Gottfrieds graf is in Westchester Hills Cemetery.

## Filmografie
- Saturday Night Live: verschillende sketches (1980-1981)
- Beverly Hills Cop II: Sidney Bernstein (1987)
- Hot to Trot: Dentist (1988)
- The Adventures of Ford Fairlane: Johnny Crunch (1990)
- Look Who's Talking Too: Joey (1990)
- Superboy: Nick-Nack (1990)
- Problem Child: Mr. Peabody (1990)
- Problem Child 2: Mr. Peabody (1991)
- Night Court (televisieserie): als Oscar Brown (1991)
- Aladdin: Iago the Parrot (stem) (1992)
- Highway to Hell: Hitler (1992)
- BBonkers: Two-Bits (1993-1995)
- Problem Child: Mr. Peabody (1993)
- De Wraak van Jafar: Iago the Parrot (stem) (1994)
- Thumbelina: Berkeley Beetle (stem) (1994)
- Saved by the Bell: Wedding in Las Vegas: Burt Banner (1994)
- Double Dragon (1994)
- Beavis and Butt-head: Gus Baker (1994)
- The Ren & Stimpy Show: Jerry the Bellybutton Elf/ Porkchop Monster (stem) (1994)
- Duckman: (terugkerende rol) Art DeSalvo (1994-1997)
- Married... with Children: Ship Happens: Part 2 (1995)
- Adventures in Wonderland (televisieserie) : Mike McNasty (1995)
- Problem Child 3: Junior in Love: Dr. Peabody (1995)
- The Cosby Show patient (1987)
- Bump in the Night: Stink Bug (1995)
- Twisted Tales of Felix the Cat: diverse personages (1995-1996)
- Aladdin: Iago de papegaai (1994-1995)
- Aladdin and the King of Thieves: Iago de papegaai (1996)
- Are You Afraid of the Dark?: Roy (1996)
- In the House: Mr. Comstock (1996)
- Superman: The Animated Series: Mr Mxyzptlk (1996-2000)
- Adventures from the Book of Virtues (1996)
- Big Bag (Troubles the Cat segment) (1996)
- Def Jam's How to Be a Player (1997)
- Bear in the Big Blue House: Large Possum (stem) (1997)
- Noddy: Jack Frost (1998)
- Hercules: The Animated Series: Cilon (1998)
- Dr. Dolittle: Compulsive Dog (stem) (1998)
- Dr. Katz, Professional Therapist (televisieserie): Als zichzelf in afleveringen 503 en 506 (1999)
- Clerks: The Animated Series: stem van Jerry Seinfeld en Patrick Swayze (2000)
- Mad TV: special appearance, one episode (1997)
- Timon & Pumbaa: The Woodpecker
- Fairly Odd Parents: Dr. Bender/Wendel (2001-2005)
- Disney's House of Mouse and Mickey's House of Villains: Iago the Parrot
- Kingdom Hearts: Iago the Parrot (2002)
- Kingdom Hearts II: Iago the Parrot (2006)
- CSI: Crime Scene Investigation (2003)
- Lemony Snicket's A Series of Unfortunate Events: Duck (2004)
- Celebrity Deathmatch : zichzelf in de aflevering Gottfried in the Arena
- Cyberchase: Digit and Widget (2002-)
- The Aristocrats (2005)
- Back by Midnight (2002): Security Guard
- Becker: A plastic surgeon
- Meet Wally Sparks: Harry Karp
- The Tonight Show with Jay Leno: various sketches
- Son of the Beach: Noccus Johnstein in both "Chip's A Goy" and Hamm Stroker's Suck My Blood:(2002)
- VH1's Celebrity Paranormal Project and I Love Toys
- Billy and Mandy Save Christmas: Santa Claus (stem)
- Farce of the Penguins: "I'm Freezing My Nuts Off" penguin (stem) (2007)
- Family Guy: Peter's horse (stem)
- My Gym Partner's a Monkey: Rick Platypus (stem)
- El Tigre:The Adventures of Manny Rivera: El Cerdo (stem)
- Hannah Montana Season 2 Episode "(We're So Sorry) Uncle Earl": Barney Bitman (2008)
- VH1's I Love the New Millennium 4 afleveringen (2008)
- The Emperor's New School seizoen 2, 11 afleveringen (12.03.2007)
- The Comedy Central Roast: Bob Saget (2008)
- The Replacements: zichzelf (2008)
- Back at the Barnyard: Barn Buddy (2008)
- Gilbert Gottfried: Dirty Jokes (special) (2008): live-stand-upoptreden in Manhattan, NY
- The Lindabury Story (2009)
- The View: Horny the Dwarf (Joy's Month in ReView)
- The Weird Al Show: zichzelf
- Pyramid: zichzelf
- Hollywood Squares: zichzelf (Regular)
- The Comedy Central Roast: Joan Rivers (2009)
- Seth MacFarlane's Cavalcade of Cartoon Comedy: zichzelf (2009)
- Back at the Barnyard: Security System (2009)
- Jack and the Beanstalk: Grayson (2010)
- 'Til Death Guest starred as Tommy (2010)
- Stripperland (2010)
- The Comedy Central Roast: David Hasselhoff (2010)
- Robotomy: Tickle Me Psycho (2010)
- The Comedy Central Roast: Donald Trump (2011)
- Law & Order: SVU (2011)
- Winnie the Pooh: Marley (2011)
- The Comedy Central Roast: Roseanne Barr (2012)
- Teenage Mutant Ninja Turtles: Kraang Sub-Prime (2014-2016)
- A Million Ways to Die in the West: Abraham Lincoln (2014)
- Smiling Friends: stem van God (2022)

- Biblioteca Nacional de España: XX5020597
- Bibliothèque nationale de France: cb14182618r (data)
- Gemeinsame Normdatei: 101903680X
- International Standard Name Identifier: 0000 0003 6211 2019
- Library of Congress Control Number: no2004093583
- MusicBrainz: e271b6f4-ca5b-43ac-ab5d-ec9eea5ed066
- Nationale Bibliotheek van Israël: 987007421670505171
- Système universitaire de documentation: 179323113
- Virtual International Authority File: 225400369
- WorldCat: E39PBJg8GH3TtpTfjc44PyH3cP